# Bubenheim (Mainz-Bingen)
Bubenheim é um município da Alemanha localizado no distrito de Mainz-Bingen, estado da Renânia-Palatinado. Pertence ao Verbandsgemeinde de Gau-Algesheim.